# 미나미 오미
미나미 오미(南 央美, 1968년 7월 13일~ )는 일본의 성우이다. 스머프 더빙에 참여하면서 성우로 데뷔했다.

## 출연작

### TV 애니메이션
1992년
- 원기폭발 간바루가(카자마츠리 요스케)

1993년
- 모두 착한 아이에요(시마노 시마지로)

1995년
- 황금용자 골드란(하라시마 타쿠야)

1996년
- 기동전함 나데시코(호시노 루리)
- 아이들의 장난감(카무라 나오즈미)

1997년
- CLAMP 학원 탐정단(이쥬인 아키라)

1998년
- 마법의 스테이지 팬시라라(유우키 아키루)
- 마술사 오펜(매지크)
- 멋지다 마사루(메소)

1999년
- 디지캐럿(미나카와 타쿠로/미나타쿠)
- 천사가 될거야(에로스)
- 마술사 오펜 리벤지(매지크)
- 우주해적 미토의 대모험(카쿠게인 카후코)

2000년
- 디지캐럿 여름 스페셜(미나카와 타쿠로/미나타쿠)
- 멋지다 코니(나리)

2001년
- 디지캐럿 봄 스페셜(미나카와 타쿠로/미나타쿠)
- 디지캐럿 여름방학 스페셜(미나카와 타쿠로/미나타쿠)
- 후르츠 바스켓(하나지마 메구미)

2002년
- 원반황녀 왈큐레(토키노 리카)

2003년
- 디지캐럿뇨(오모챠 키요시)
- 원반황녀 왈큐레 12월의 야상곡(토키노 리카)
- 스크랩드 프린세스(에이로테 보차드)
- 마탐정 로키 라그나로크(헬)
- 록맨 에그제(사로마)

2004년
- 선생님의 시간(스즈키 미카)

2006년
- 코드기어스 반역의 를르슈(유페미아 리 브리타니아)

2007년
- 캐릭캐릭 체인지(스즈키)
- 은혼 (타마)

### OVA
2001년
- 강철천사 쿠루미 0식(엑셀리아)

2002년
- 디지캐럿 OVA 삐요코에게 맡겨줘(미나카와 타쿠로/미나타쿠)

2004년
- 선생님의 시간 GOLD(스즈키 미카)

2005년
- 원반황녀 왈큐레 성령절의 신부(토키노 리카)

2006년
- 원반황녀 왈큐레 시간과 꿈과 은하의 연화(토키노 리카)

### 극장판
1998년
- 기동전함 나데시코 The Prince of Darkness(호시노 루리)

2000년
- 디지캐럿 크리스마스 스페셜(미나카와 타쿠로/미나타쿠)

2015년
- 호비와 엄마나무섬의 비밀

2016년
- 호비와 동화나라 대모험

2024년
- 호비와 마법의 카네이션

### 게임
- Melty Blood (유미즈카 사츠키)

1997년
- 유구환상곡 (크리스토퍼 크로스)
- 알바레아의 소녀 (한나 듀란달)
- 실루엣 미라쥬 (클로드)

1998년
- 트윈비 RPG(피렌)
- 에리의 아틀리에 ~잘부르그의 연금술사2~ (유리카 제이더)

1999년
- 봉신영역 엘츠바유 (카쿠리네)
- 트루 러브 스토리2 (안도 모모코)
- 북으로. White Illumination (사쿠라마치 유코)
- ONE ~빛나는 계절로~ PS판 (유즈키 시이코)

2000년
- 테일즈 오브 이터니아 (메르디)

2001년
- Apocripha/0 (플럼)
- Fragrance Tale(리암)
- 루나 윙 ~시간을 넘은 성전~ (세실)
- Phantom -PHANTOM OF INFERNO- DVD-PG판 (아인)
- 그로우 랜서3(모니카 알렌)

2002년
- 테일즈 오브 팬덤 Vol.1 (메르디)
- 슈퍼 로봇 대전IMPACT (호시노 루리)
- 두근두근 메모리얼 Girl's Side (콘노 타마미)
- 포포로 크로이스 ~시작의 모험~ (피논)
- 사루겟츄2 (피포치)
- 테일즈 오브 나리키리 던전2 (메르디)

2003년
- Angelic Vale (엘리제)
- Phantom -PHANTOM OF INFERNO- PS2 (아인)
- Princess Holiday ~転がるりんご亭 천야일야~ DC판 (디아나 페슈카 홀리 에린기)
- 테일즈 오브 심포니아 (메르디)
- Angelic Vale Progress (엘리제)

2004년
- 귀무자3 (아코)
- 포포로 크로이스 ~달 규칙의 모험~ (피논)
- Princess Holiday ~転がるりんご亭 천야일야~ PS2판 (디아나 페슈카 홀리 에린기)
- 스텔라 데우스 (프리에)

2005년
- 테일즈 오브 나리키리 던전3 (메르디)
- 엔젤릭 베일 신전 에페멜섬 기담 (엘리제)
- NAMCO x CAPCOM (샤오무)
- 슈퍼 로봇 대전MX (호시노 루리)
- DUEL SAVIOR DESTINY PS2판 (리코 리스)

2006년
- 식신의 성III (에밀리오 스탄벨크)
- 제거 베인 XOR (메이벨 트랜스페일)

2007년
- 두근두근 메모리얼 Girl's Side 1st Love (콘노 타마미)
- 오딘 스피어 (메릴)
- 모두의 GOLF 5 (슌페이)

2008년
- 무한의 프론티어 슈퍼 로봇 대전OG 사가 (샤오무)
- 슈퍼 로봇 대전A PORTABLE (호시노 루리)

## 더빙

### 미국 애니메이션
1992년
- 개구장이 스머프(편리)